# Basket Rimini Crabs 2001-2002
Questa voce raccoglie le informazioni riguardanti il Basket Rimini Crabs, sponsorizzato Conad dal febbraio 2002, nelle competizioni ufficiali della stagione 2001-2002.

Marques Bragg

## Verdetti stagionali
- Legadue:
  - stagione regolare: 11º posto su 14 squadre (bilancio di 16 vittorie e 20 sconfitte).

## Stagione
Dopo quattro anni consecutivi di A1, Rimini si appresta a tornare in seconda serie, che nel frattempo è stata ribattezzata Legadue. In estate la denominazione del club cambia in Basket Rimini Crabs, a seguito di un'idea di Gianluca Sberlati (figlio dell'ex patron Corrado) che morì tragicamente nel giugno 2001.

Alla guida della squadra c'è coach Franco Ciani. I nuovi arrivi sono Arthur Lee (reduce da un'Eurolega disputata col Cibona Zagabria), l'ala massiccia Jarrett Stephens (ristabilitosi da un grave infortunio a Cantù con Ciani), il ritorno del riminese Ruggeri e il baby italiano Malamov. Pochi giorni prima dell'esordio in campionato viene annunciato anche il ritorno di Anthony Tucker, già visto a Rimini nel 1997, ma il trasferimento sfuma per via del dietrofront del giocatore.
Sono tanti gli infortuni che colpiscono la squadra, che vive un pessimo avvio di stagione. La prima giornata termina con una sconfitta in trasferta contro la neopromossa Bergamo, partita in cui Lee si frattura un piede e rimane fuori per tre mesi andandosi ad aggiungere ai già infortunati Washington e Ruggeri. La prima partita tra le mura amiche vede invece Ragusa dominare al Flaminio con l'umiliante punteggio di 65-113, e a poco serve l'apporto dell'acerba nuova guardia Brian Merriweather Nelle tre partite seguenti arrivano altre tre pesanti sconfitte, rispettivamente a Novara contro Borgomanero (-15), in casa contro Scafati (-10) e sul parquet di Ferrara (-20). Vengono così firmati altri due rinforzi, il roccioso centro Marques Bragg e il playmaker Federico Pieri, che si aggiungono al rientro di Washington. Nella partita seguente, Messina vince al Flaminio ma solo di un punto, poi alla settima giornata arriva la prima vittoria stagionale con il successo esterno a Pavia.
A dicembre si ferma Ciosici per alcuni dolori al ginocchio che finiscono per tenerlo fuori fino a fine stagione. La compagine riminese intanto guadagna qualche posizione ma rimane lontano dalle zone alte della classifica, così a gennaio la società esonera coach Ciani e chiama al suo posto Stefano Michelini. Un mese più tardi arriva il lungo Ed Stokes, dato anche l'infortunio occorso a Bragg che si era fratturato due costole alcuni giorni prima.
I Crabs chiudono il campionato all'11º posto, piazzamento che coincide con la salvezza ma anche con l'esclusione dai play-off.

## Roster
| Basket Rimini Crabs 2001-2002 | Basket Rimini Crabs 2001-2002 |
| Giocatori                     | Staff tecnico                 |
| ----------------------------- | ----------------------------- |

| N. | Naz.                   | Ruolo | Nome                | Anno | Alt.   | Peso   |  |
| -- | ---------------------- | ----- | ------------------- | ---- | ------ | ------ |  |
| 5  | Italia (bandiera)      | PG    | Andrea Malamov      | 1983 | 194 cm | 86 kg  |  |
| 7  | Italia (bandiera)      | GA    | Andrea Vitale       | 1981 | 198 cm | 90 kg  |  |
| 8  | Italia (bandiera)      | A     | Massimo Ruggeri     | 1972 | 204 cm | 105 kg |  |
| 9  | Stati Uniti (bandiera) | A     | Jarrett Stephens    | 1977 | 198 cm | 118 kg |  |
| 10 | San Marino (bandiera)  | G     | Andrea Raschi       | 1979 | 198 cm | 90 kg  |  |
| 11 | Stati Uniti (bandiera) | P     | Arthur Lee          | 1977 | 188 cm | 82 kg  |  |
| 12 | Italia (bandiera)      | GA    | Marco Marangoni     | 1979 | 197 cm | 90 kg  |  |
| 13 | Romania (bandiera)     | C     | Ștefan Ciosici      | 1976 | 208 cm | 118 kg |  |
| 14 | Stati Uniti (bandiera) | GA    | Eric Washington (C) | 1974 | 195 cm | 87 kg  |  |
| 15 | Italia (bandiera)      | C     | Simone Bagnoli      | 1981 | 210 cm | 107 kg |  |
| 16 | Italia (bandiera)      | PG    | Federico Pieri      | 1970 | 192 cm | 90 kg  |  |
| 17 | Stati Uniti (bandiera) | C     | Ed Stokes           | 1971 | 212 cm | 112 kg |  |
| 19 | Stati Uniti (bandiera) | C     | Marques Bragg       | 1970 | 203 cm | 107 kg |  |
| 20 | Stati Uniti (bandiera) | G     | Brian Merriweather  | 1978 | 188 cm | 80 kg  |  |

| Allenatore                                                                                    |
| - Franco Ciani (fino al 22 gennaio) - Stefano Michelini (dal 23 gennaio)                      |
| Assistente/i                                                                                  |
| - Franco Foschi - Andrea Maghelli Legenda - (C) Capitano Roster Aggiornato al: 30 giugno 2002 |

## Risultati

### Campionato

#### Stagione regolare

##### Girone di andata
| Arbitri: | Fabio Vianello Roberto Anesin |

|                         |          |             |
| Scrocco 24              | Punti    | 33 Stephens |
| Cristelli, Fantaccini 1 | Assist   | 3 Lee       |
| Mann 13                 | Rimbalzi | 11 Stephens |

| Arbitri: | Marcello Reatto Matteo Vianello |

|            |          |             |
| Ciosici 20 | Punti    | 36 Wilson   |
| Raschi 3   | Assist   | 4 Garris    |
| Ciosici 16 | Rimbalzi | 14 Hairston |

| Arbitri: | Carmelo Lo Guzzo Antonio Florian |

|                                    |          |                     |
| Jenkins 34                         | Punti    | 18 Raschi           |
| Giadini, Jenkins, Rossi, Salyers 1 | Assist   | 3 Raschi            |
| Thornton 17                        | Rimbalzi | 8 Bagnoli, Stephens |

| Arbitri: | Guerrino Cerebuch Stefano Ursi |

|             |          |             |
| Stephens 30 | Punti    | 31 Newton   |
| Marangoni 4 | Assist   | 5 Childress |
| Ciosici 12  | Rimbalzi | 10 Newton   |

| Arbitri: | Enrico Sabetta Giovanni Di Modica |

|             |          |             |
| Black 18    | Punti    | 24 Stephens |
| Mack 7      | Assist   | 4 Raschi    |
| Hamilton 12 | Rimbalzi | 10 Stephens |

| Arbitri: | Gianluca Mattioli Paolo Quacci |

|          |          |                   |
| Pieri 27 | Punti    | 20 Greer, Oliver  |
| Raschi 4 | Assist   | 4 Oliver          |
| Bragg 11 | Rimbalzi | 9 Fajardo, Foiera |

| Arbitri: | Massimiliano Duranti Maurizio Pascotto |

|              |          |             |
| Evans 22     | Punti    | 25 Stephens |
| Evans 5      | Assist   | 5 Pieri     |
| Cazzaniga 10 | Rimbalzi | 12 Stephens |

| Arbitri: | Giampaolo Cicoria Massimiliano Filippini |

|            |          |            |
| Bragg 27   | Punti    | 22 Young   |
| Pieri 4    | Assist   | 6 Clack    |
| Stephens 9 | Rimbalzi | 11 Burditt |

| Arbitri: | Fabio Facchini Andrea De Socio |

|                          |          |          |
| Bragg 24                 | Punti    | 22 Panko |
| Pieri 7                  | Assist   | 4 Turner |
| Bragg, Pieri, Stephens 7 | Rimbalzi | 8 Hutson |

| Arbitri: | Gennaro Colucci Lorenzo Gori |

|          |          |          |
| Smith 30 | Punti    | 19 Bragg |
| nessuno  | Assist   | nessuno  |
| Smith 13 | Rimbalzi | 12 Bragg |

| Rimini 25 novembre 2001, ore 18:00 11ª giornata | Crabs Rimini | – Rinviata per la convocazione in nazionale di Ciosici | Sicc Jesi | Palasport Flaminio |

| Arbitri: | Sergio Borroni Roberto Nardecchia |

|                                |          |                 |
| Carter 20                      | Punti    | 25 Merriweather |
| Fantozzi, Meščarakoŭ, Orsini 1 | Assist   | nessuno         |
| Samake 8                       | Rimbalzi | 9 Bragg         |

| Arbitri: | Nicolino Letizia Simone Strozzi |

|                     |          |          |
| Washington 30       | Punti    | 24 Rocca |
| Ruggeri 3           | Assist   | 3 Brown  |
| Bragg, Washington 8 | Rimbalzi | 11 Rocca |

| Arbitri: | Roberto Pasetto Pietro Crescenti |

|          |          |                  |
| Bragg 27 | Punti    | 17 Dia           |
| Pieri 3  | Assist   | 3 Freeman, Rossi |
| Bragg 11 | Rimbalzi | 7 Freeman        |

##### Girone di ritorno
| Arbitri: | Marco Giansanti Massimiliano Duranti |

|          |          |             |
| Bragg 21 | Punti    | 21 Whiting  |
| Pieri 4  | Assist   | 3 Whiting   |
| Bragg 12 | Rimbalzi | 9 Davenport |

| Arbitri: | Luciano Tola Stefano Ursi |

|                           |          |                                     |
| Wilson 25                 | Punti    | 23 Stephens                         |
| Garris, Masieri, Wilson 3 | Assist   | 1 Merriweather, Ruggeri, Washington |
| Hairston, Masieri 9       | Rimbalzi | 6 Ciosici                           |

| Arbitri: | Pierluigi D'Este Roberto Chiari |

|               |          |             |
| Washington 28 | Punti    | 34 Jenkins  |
| Pieri 8       | Assist   | 3 Jenkins   |
| Bragg 13      | Rimbalzi | 18 Thornton |

| Arbitri: | Gennaro Colucci Nicolino Letizia |

|                    |          |             |
| Corvo 22           | Punti    | 20 Stephens |
| Corvo, Childress 3 | Assist   | 2 Lee       |
| Newton 13          | Rimbalzi | 6 Bragg     |

| Arbitri: | Stefano Cazzaro Fabio Vianello |

|          |          |                 |
| Bragg 25 | Punti    | 37 Mack         |
| Bragg 4  | Assist   | 5 Calbini       |
| Bragg 12 | Rimbalzi | 15 Pierre-Louis |

| Arbitri: | Matteo Vianello Antonio Florian |

|                  |          |         |
| Fajardo 37       | Punti    | 28 Lee  |
| Fajardo, Greer 2 | Assist   | 3 Lee   |
| Fajardo 13       | Rimbalzi | 9 Bragg |

| Arbitri: | Silvio Corrias Carmelo Lo Guzzo |

|               |          |             |
| Washington 27 | Punti    | 22 Evans    |
| Lee, Pieri 5  | Assist   | 9 Evans     |
| Bragg 12      | Rimbalzi | 12 Brantley |

| Arbitri: | Paolo Taurino Andrea De Socio |

|             |          |            |
| Young 23    | Punti    | 23 Ruggeri |
| Young 4     | Assist   | 3 Lee      |
| Cittadini 9 | Rimbalzi | 14 Bragg   |

| Arbitri: | Guerrino Cerebuch Lorenzo Gori |

|                                 |          |            |
| Williams 25                     | Punti    | 20 Lee     |
| Cattabiani, Penberthy, Rajola 2 | Assist   | 2 Stephens |
| Jones 14                        | Rimbalzi | 10 Bragg   |

| Arbitri: | Angelo Tullio Stefano Ursi |

|                  |          |          |
| Washington 22    | Punti    | 25 Cross |
| Pieri 8          | Assist   | 5 Abram  |
| Pieri, Ruggeri 8 | Rimbalzi | 7 Smith  |

| Arbitri: | Matteo Vianello Pietro Crescenti |

|             |          |             |
| Williams 34 | Punti    | 23 Stephens |
| Giovo 2     | Assist   | 2 Lee       |
| Hendrix 11  | Rimbalzi | 6 Ruggeri   |

| Arbitri: | Maurizio Pascotto Fabio Vianello |

|               |          |              |
| Washington 30 | Punti    | 20 Carter    |
| Pieri 2       | Assist   | 3 Meščarakoŭ |
| Stephens 10   | Rimbalzi | 14 Samake    |

| Arbitri: | Mauro Pozzana Roberto Chiari |

|               |          |               |
| Riley 23      | Punti    | 24 Washington |
| Causin, Dia 3 | Assist   | 3 Pieri       |
| Riley 14      | Rimbalzi | 7 Washington  |

#### Fase a orologio
| Arbitri: | Sergio Borroni Roberto Begnis |

|            |          |              |
| Hendrix 26 | Punti    | 17 Ruggeri   |
| Rossini 3  | Assist   | 2 Ruggeri    |
| Rossini 7  | Rimbalzi | 8 Washington |

| Arbitri: | Fabio Facchini Pietro Pallonetto |

|                             |          |                |
| Bagnoli, Lee, Ruggeri 15    | Punti    | 26 Young       |
| Lee 2                       | Assist   | 2 Clack, Young |
| Bagnoli, Stephens, Stokes 8 | Rimbalzi | 12 Burditt     |

| Arbitri: | Paolo Taurino Paolo Quacci |

|                 |          |                   |
| Ebeling 16      | Punti    | 21 Lee            |
| Calbini 2       | Assist   | 3 Lee             |
| Pierre-Louis 12 | Rimbalzi | 8 Ruggeri, Stokes |

| Arbitri: | Gennaro Colucci Matteo Vianello |

|            |          |          |
| Ruggeri 18 | Punti    | 28 Smith |
| Lee 2      | Assist   | 2 Rush   |
| Stokes 11  | Rimbalzi | 11 Rush  |

| Arbitri: | Tiziano Zancanella Roberto Nardecchia |

|               |          |             |
| Washington 25 | Punti    | 20 Robinson |
| Lee, Pieri 4  | Assist   | 4 Robinson  |
| Stokes 11     | Rimbalzi | 14 Dia      |

| Arbitri: | Marcello Reatto Alessandro Terreni |

|                  |          |                   |
| Williams 27      | Punti    | 19 Bragg, Ruggeri |
| Mays, Williams 3 | Assist   | 2 Raschi          |
| Jones 13         | Rimbalzi | 19 Bragg          |

| Arbitri: | Davide Ramilli Nicolino Letizia |

|                  |          |             |
| Bragg 15         | Punti    | 20 Carter   |
| Pieri 5          | Assist   | 1 Fox, Hill |
| Bragg, Ruggeri 7 | Rimbalzi | 16 Samake   |

| Arbitri: | Stefano Cazzaro Roberto Chiari |

|                    |          |               |
| Brantley, Evans 18 | Punti    | 18 Washington |
| Di Bella 5         | Assist   | 4 Pieri       |
| Carter 12          | Rimbalzi | 14 Stokes     |

| Arbitri: | Giuseppe Monizza Pietro Crescenti |

|           |          |            |
| Pieri 29  | Punti    | 28 Whiting |
| Pieri 4   | Assist   | 6 Barry    |
| Stokes 16 | Rimbalzi | 8 Watson   |

| Arbitri: | Alberto Grossi Roberto Begnis |

|           |          |          |
| Barnes 20 | Punti    | 24 Bragg |
| Masieri 2 | Assist   | 4 Pieri  |
| Barnes 16 | Rimbalzi | 12 Bragg |